# Onshoring
Zu Onshore-Windkraftanlagen siehe hier und Windpark
Die Inlandsverlagerung (oder auch das Onshoring; entlehnt aus dem englischen onshoring) bezeichnet eine Form der Verlagerung unternehmerischer Funktionen und Prozesse innerhalb des Produktionslandes, meist nahe beim Auftraggeber. Insbesondere Großkunden bestehen häufig auf räumliche Nähe.
Als Beispiel sei eine Kfz-Fabrik für Smart in Hambach genannt, die Teile des Smart – z. B. Türen, Lackierarbeiten oder ganze Komponenten – von einer anderen Firma (Zulieferer) bezog, der sich am gleichen Ort befand. Die räumliche Nähe von Lieferant und Kunde hat viele Vorteile:
- geringe Lieferzeiten und -kosten
- besonders gute Kommunikation (bei Bedarf sind kurzfristig persönliche Besuche des Lieferanten beim Kunden oder umgekehrt möglich)
- gemeinsames Rechtsverständnis im Bereich des Finanz- und Rechnungswesens
- optimierte Kostenstruktur
- Flexibilisierung der Betriebsstrukturen
- effizientere und effektivere Koordination und Kommunikation (im vgl. zu Offshoring sowie Nearshoring)
- bessere Kontroll- und Einflussmöglichkeiten auf Auftragnehmer (im vgl. zu Offshoring sowie Nearshoring)
- keine Sprachschwierigkeiten
- keine Zeitverschiebungen
- gemeinsames Rechtsverständnis
- Arbeitsplatzsicherung im Heimatland